# Bolnisi (gemeente)
Bolnisi (Georgisch: ბოლნისის მუნიციპალიტეტი, Bolnisis moenitsipaliteti) is een gemeente in het zuiden van Georgië met bijna 57.000 inwoners (2024), gelegen in de regio Kvemo Kartli. De gelijknamige stad is het bestuurlijke centrum. De gemeente heeft een oppervlakte van 804 km² en ligt aan de grens met Armenië. Bolnisi is een van de drie Georgische gemeenten met een etnisch Azerbeidzjaanse meerderheid.

## Geschiedenis
Na het uiteenvallen van Koninkrijk Georgië in de 15e eeuw behoorde het gebied van de gemeente tot het Koninkrijk Kartli, dat in 1762 overging in het Koninkrijk Kartli-Kachetië. In de tussentijd kwam het gebied met de Vrede van Amasya in 1555 in Safavidisch Perzisch gecontroleerd gebied te liggen. In de 18e eeuw worstelde het Koninkrijk Kartli-Kachetië zich los van de Perzische overheersing.

### Russische Rijk
Door het in 1784 gesloten Verdrag van Georgiejevsk tussen Kartli-Kachetië en het Russische Rijk werd het koninkrijk vanaf 1801 Rusland ingelijfd. Het gebied van Bolnisi lag vervolgens vanaf 1801 tot 1880 administratief in het Oejezd Tiflis, dat tussen 1840-1846 in het Gouvernement Georgië-Imeretië lag. Met de splitsing van dat Gouvernement in 1846 werd Oejezd Tiflis onderdeel van het Gouvernement Tiflis. 
Duitsers emigreerden in de 19e eeuw naar Kvemo Kartli. Deze Kaukasusduitsers stichtten verschillende koloniën, waaronder (Neu-)Katharinenfeld, de hedendaagse stad Bolnisi. In 1880 werd het oejezd Bortsjali van het oejezd Tiflis afgesplitst, dat het gebied van de tegenwoordige gemeenten Tsalka, Dmanisi, Marneoeli en Bolnisi omvatte. Binnen het oejezd Bortsjali lag het gebied van het moderne Bolnisi in de administratieve subdivisie (oetsjastok) Jekaterinenfeld (Russisch: Екатериненфелдьскій участок, Yekaterinenfeldskíy oetsjastok), dat in de Eerste Wereldoorlog hernoemd werd in Jekaterinovskogo (Екатериновского, Yekaterinovskogo).

### Dispuut met Armenië
Het district werd voornamelijk bewoond door Armeniërs, Pontische Grieken en Azerbeidzjanen (die destijds net als andere Turkssprekende etnische groepen als Tataren werden aangeduid). Het oetsjastok werd in de jaren 1918-1919 net als het zuidelijk gelegen Lori oetsjastok van het oejezd Bortsjali betwist tussen de Republiek Armenië en de Democratische Republiek Georgië. De meeste Armeniërs migreerden weg uit dit deel van het land en Lori werd tot een neutrale zone verklaard. In 1921 werd in Lori door bolsjewistische krachten een revolte georganiseerd dat als voorwendsel werd gebruikt door het Rode Leger om de Democratische Republiek Georgië binnen te vallen. Dit leidde uiteindelijk de val van de Georgische republiek in.

### In de Sovjet-Unie
In 1921 werd de plaats Katharinenfeld vernoemd naar de Duitse marxistische politica, filosofe en revolutionaire Rosa Luxemburg en kreeg het de naam Luxemburg. In 1930 volgde een bestuurlijke hervorming en werd het oejezd Bortsjali gesplitst, met onder meer het rajon Luxemburg (Russisch: район Имени Люксембург, rajon Imeni Ljuksemburg; Georgisch: ლუქსემბურგის რაიონი, Luksemburgis raioni) - de directe voorloper van de hedendaagse gemeente Bolnisi. Door het uitbreken van de Grote Vaderlandse Oorlog in 1941 tegen Nazi Duitsland werden de meeste Kaukasusduitsers gedeporteerd en wijzigde in 1943 de naam van de stad en het rajon in het huidige Bolnisi, naar het nabijgelegen dorp met zijn historisch belangrijke kerk.
Sinds 1970 wordt in Kazreti, in het westen van de gemeente, goud en koper gewonnen. Historisch onderzoek in Georgië heeft aangetoond dat er al duizenden jaren goud wordt gewonnen in het gebied. De huidige mijn in Kazreti stamt uit 1970 en is nog steeds in bedrijf. Na het uiteenvallen van de Sovjet-Unie en de onafhankelijkheid van Georgië daalden de economische omstandigheden in de gemeente sterk. Door emigratie reduceerde de bevolking met meer dan de helft. In 1995 werd het rajon ingedeeld bij de nieuw gevormde regio (mchare) Kvemo Kartli, en werd het in 2006 omgevormd naar gemeente.

## Geografie

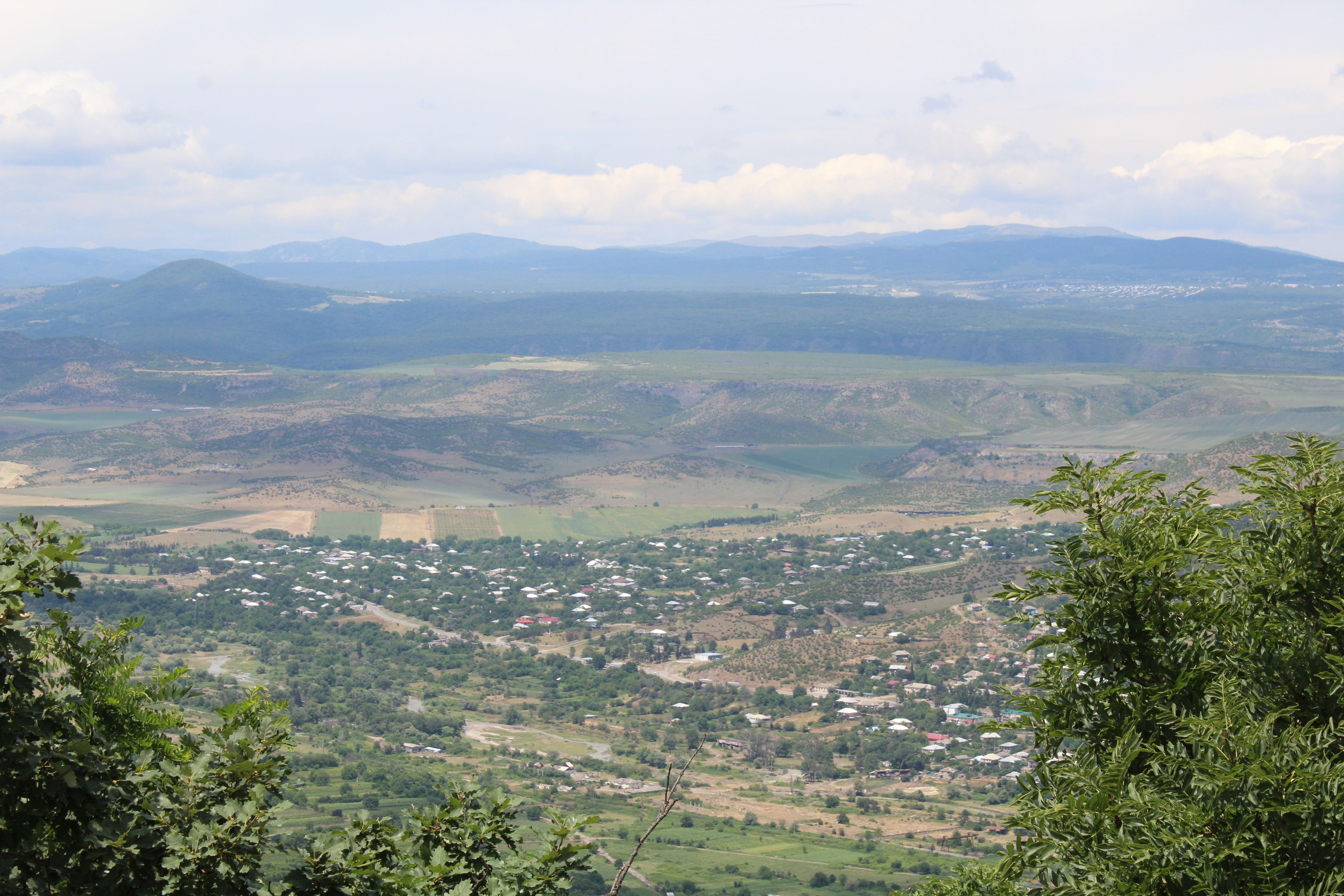
Het glooiende Kvemo Kartli-plateau

Bolnisi grenst aan drie gemeenten, te weten in het westen Dmanisi, in het noorden aan Tetritskaro en in het oosten aan Marneoeli. In het zuiden ligt de grens met Armenië, waarmee de gemeente geen grensovergang heeft. De noordelijke gemeentegrens wordt geografisch gevormd door de rivier Chrami die door een ongeveer 200 meter diepe kloof in het Kvemo Kartli-plateau stroomt. Parallel aan de Chrami stroomt de Masjavera door de gemeente. Aan deze rivier ligt de hoofdplaats Bolnisi.

### Kvemo Kartli-plateau
De gemeente ligt geografisch op het Kvemo Kartli-plateau, waarbij de westelijke en zuidelijke helft heuvelachtig van karakter is, en het noordoostelijke deel vlak. Het plateau loopt in oostelijke richting af van 700 naar 400 meter boven zeeniveau, terwijl de heuvels een relatieve hoogte van 300-400 meter hebben. Het grensgebied met Armenië wordt gevormd door het Lokigebergte waarvan een aantal noordelijke uitlopers door de gemeente lopen. De maximale hoogte is hier de berg Loki van 2.142 meter boven zeeniveau, op de grens met Armenië.

## Demografie
Begin 2024 telde de gemeente Bolnisi 56.947 inwoners, een groei van ruim 6% ten opzichte van de volkstelling van 2014.
| Gemeente Bolnisi                                                        | -     | -     | 33.975 | 45.019 | 60.556 | 68.296 | 81.920 | 74.301 | 53.590 | 55.639 | 56.947 |  |  |  |
|                                                                         |       |       |        |        |        |        |        |        |        |        |        |  |  |  |
| Bolnisi                                                                 | -     | 5.658 | 7.137  | 12.420 | 11.504 | 12.442 | 15.047 | 9.944  | 8.967  | 8.205  | 8.348  |  |  |  |
| Kazreti                                                                 | -     | -     | -      | -      | 2.538  | 5.921  | 9.124  | 7.272  | 4.340  | 5.447  | 5.522  |  |  |  |
| Tamarisi                                                                | -     | -     | -      | -      | -      | -      | 707    | 434    | 510    | 681    | 777    |  |  |  |
| Talaveri                                                                | 1.139 | 2.321 | -      | -      | -      | -      | -      | 6.891  | 5.038  | -      | -      |  |  |  |
| Verantwoording data: Bevolkingsstatistiek Georgië 1870 tot heden. Noot: |       |       |        |        |        |        |        |        |        |        |        |  |  |  |

### Etniciteit en religie

Tsoeroegasjenikerk

De bevolking van de gemeente Bolnisi bestaat in meerderheid uit Azerbeidzjanen (63,4%), gevolgd door Georgiërs (30,9%) en Armeniërs (5,0%). Kleine minderheidsgroepen zijn ruim 100 Russen (0,2%), Grieken (0,2%), en enkele tientallen Oekraïners en Osseten. De Azerbeidzjaanse meerderheid woont niet in de stad Bolnisi maar in de dorpen op het platteland. De geloofsovertuiging in de gemeente volgt de etnische samenstelling, waarbij de meerderheid moslim is (62,9%), gevolgd door Georgisch-Orthodox (31,7%) en Armeens-Apostolisch (2,9%). Daarnaast zijn er ruim 100 jehova's en katholieken.

## Administratieve onderverdeling

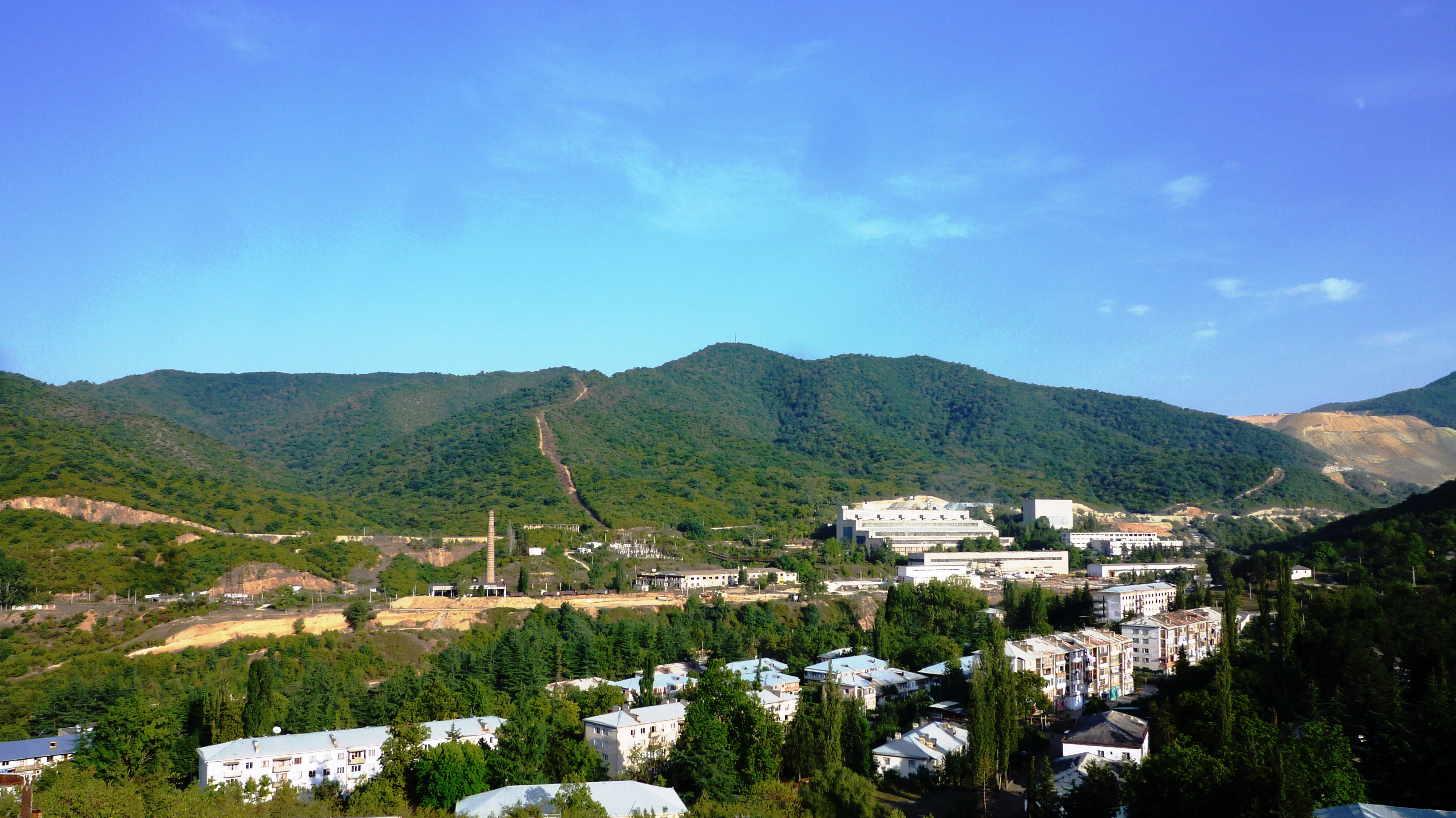
Mijnbouwplaats Kazreti

De gemeente Bolnisi is administratief onderverdeeld in 14 gemeenschappen (თემი, temi) met in totaal 46 dorpen (სოფელი, sopeli). Er zijn twee 'nederzettingen met een stedelijk karakter' (დაბა, daba) en één stad (ქალაქი, kalaki).
- stad: Bolnisi;
- daba: Kazreti en Tamarisi;
- dorpen: in totaal 40, waaronder Talaveri.

## Bestuur

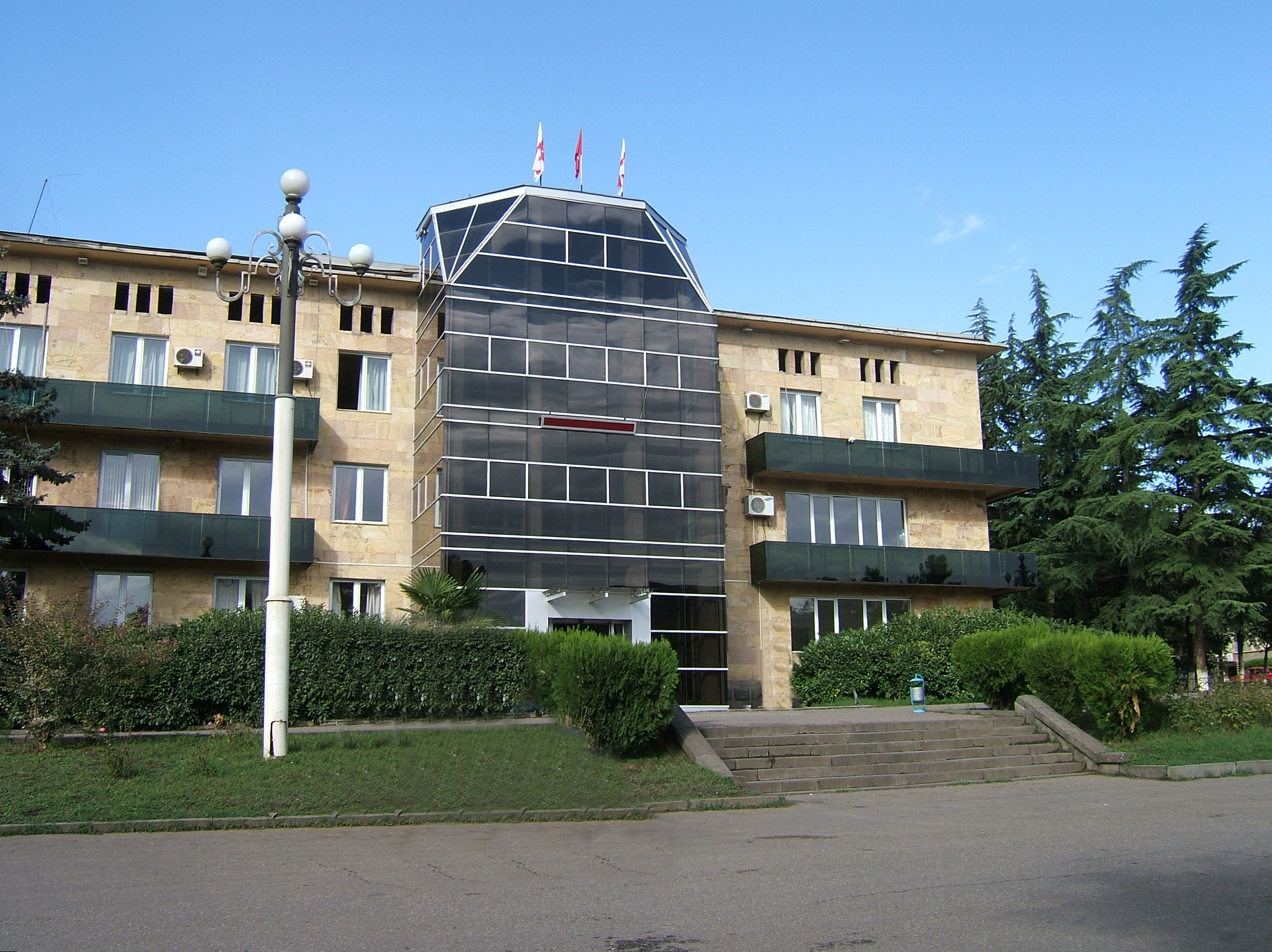
Gemeentehuis in Bolnisi

De gemeenteraad van Bolnisi (Georgisch: საკრებულო, sakreboelo) wordt elke vier jaar gekozen in een gemengd kiesstelsel. Een deel wordt via enkelvoudige kiesdistricten gekozen en een deel via evenredige vertegenwoordiging van gesloten partijlijsten, waarvoor een kiesdrempel geldt van drie procent.
| Partij | Partij                              | 2014 | 2017 | 2021 |
| ------ | ----------------------------------- | ---- | ---- | ---- |
|        | Georgische Droom (GD)               | 21   | 28   | 30   |
|        | Verenigde Nationale Beweging (UNM)  | 2    | 2    | 6    |
|        | Boerdzjanadze - Verenigde Oppositie | 2    |      |      |
|        | Onafhankelijken                     | 4    |      |      |
| Totaal | Totaal                              | 29   | 30   | 36   |

## Bezienswaardigheden

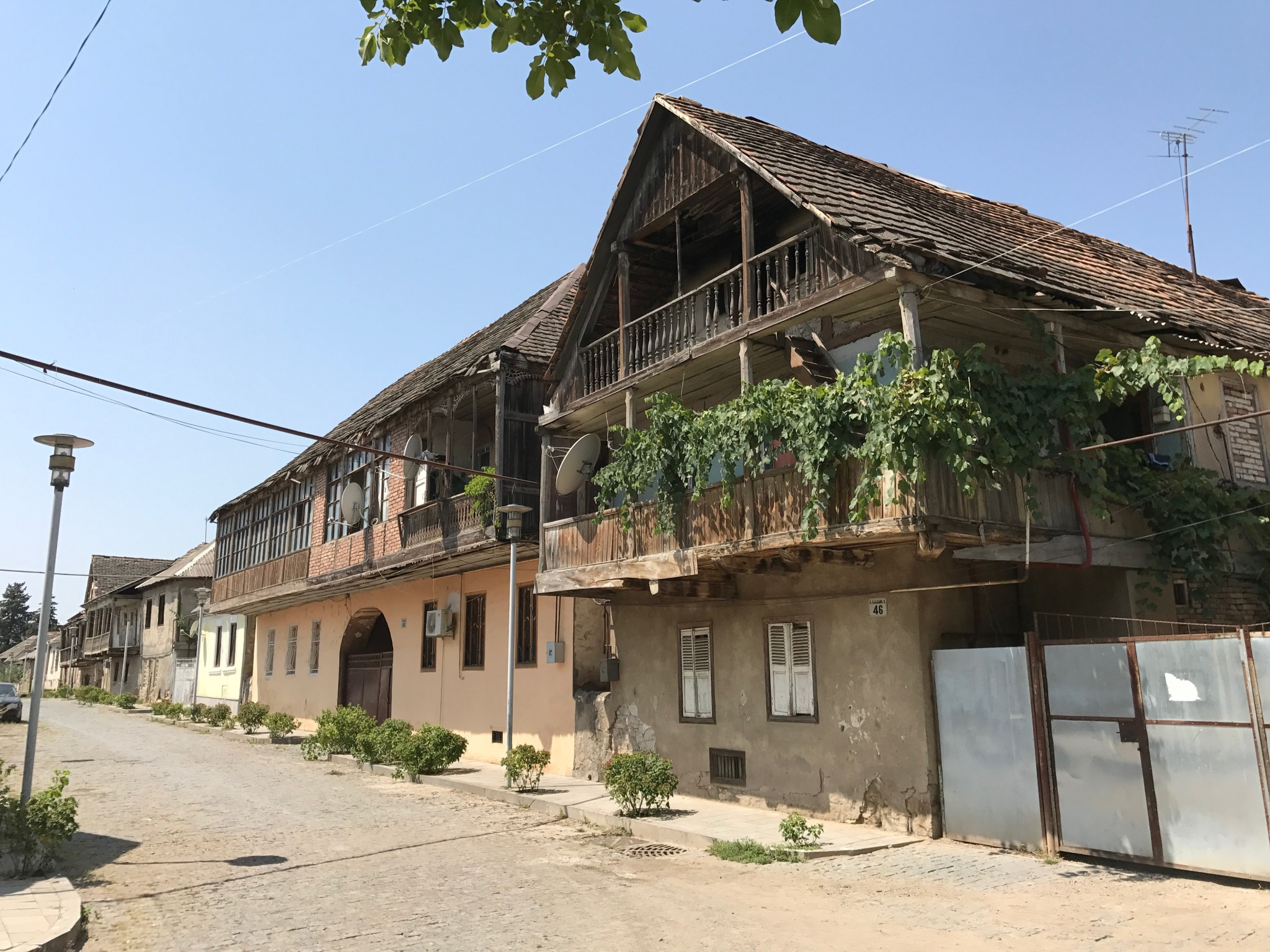
Duitse huizen in Bolnisi

Kvesji-burcht

Er zijn in de gemeente vele historische monumenten, door de rijke geschiedenis en het belang van het gebied. Enkele bezienswaardigheden zijn: 
- Sioni-kathedraal in het dorp Bolnisi, ongeveer 7 kilometer ten zuiden van de stad Bolnisi. Dit is de oudst bewaard gebleven kerk in Georgië uit de 5e eeuw.[24]
- Twee kilometer ten oosten van het dorp Bolnisi staat de 13e-eeuwse Tsoegroegasjenikerk.
- Kvesji-burcht. Een middeleeuwse burcht op een rots boven de Masjavera en Geta rivieren. Het ligt bij het dorpje Kvesji, langs de hoofdweg S6 tussen Bolnisi en Kazreti.
- het Bolnisimuseum in de stad Bolnisi. Een regionaal historisch museum met vele archeologische (prehistorische) vondsten, de Duitse geschiedenis, maar ook wisselende tentoonstellingen en moderne kunsten.[25]
- Enkele straten met oude Duits gestileerde woningen in Bolnisi.

## Vervoer
De belangrijkste doorgaande weg door de gemeente is de Georgische route van internationaal belang S6 (E117), een secundaire verbinding vanaf Tbilisi naar de Georgisch - Armeense grensovergang Goegoeti - Gogovan in de gemeente Dmanisi. De nationale route Sh35 verbindt hoofdplaats Bolnisi met Tetritskaro.
Er ligt een spoorlijn door de gemeente, de lijn Marneoeli - Bolnisi - Kazreti, maar deze is niet meer in gebruik. Het dichtstbijzijnde station is in Marneoeli.